# Asemospiza
Az Asemospiza  a madarak osztályának verébalakúak (Passeriformes) rendjébe és a tangarafélék (Thraupidae) családjába tartozó nem. A nemrég leírt nemet, még nem minden szakértő fogadta el, hanem a Tiaris nembe sorolják ezeket a fajokat is.

## Rendszerezésük
A nemet Kevin J. Burns, Philip Unitt és Nicholas A. Mason írták le 2016-ban, az alábbi fajok tartoznak ide:
- fakó kölespinty (Loxigilla obscurus[1] vagy Tiaris obscurus)[2]
- feketemellű kölespinty (Asemospiza fuliginosa[1] vagy Tiaris fuliginosus)[2]